# Barver
Barver ist eine Gemeinde der Samtgemeinde Rehden (Verwaltungssitz in Rehden) im niedersächsischen Landkreis Diepholz in Deutschland.

## Geografie

### Ortslage
Barver liegt nordöstlich des Naturparks Dümmer und des Rehdener Geestmoors sowie südlich des Naturparks Wildeshauser Geest, ziemlich genau in der Mitte zwischen Bremen im Norden und Osnabrück im Südwesten. Der Ort befindet sich östlich des Kellenbergs am westlichen Ufer der Wagenfelder Aue, einem südöstlichen Zufluss der Hunte.

### Barver Moor
Das Barver Moor ist ein Teilgebiet des 5000 ha großen Mittleren Wietingsmoores, dessen südwestliche Grenze es bildet. Seit Mitte des 19. Jahrhunderts wurden die Randbereiche des Moores zur Brenntorfgewinnung genutzt, ab 1901 erfolgte durch das Torfwerk Freistatt eine gewerbsmäßige Abtorfung. Der industrielle Abbau wurde 1995 eingestellt. Teile sind Naturschutzgebiete, die zumeist nach der Abtorfung und anschließender Wiedervernässung ausgewiesen wurden.

## Geschichte
Erstmals wurde die Gemeinde 1203 urkundlich erwähnt. Im Jahre 1219 wurde im Zusammenhang mit der Geschichte des Ortes das Adelsgeschlecht de Bervere genannt.
 Der Ort bestand schon in der Zeit, als die Abtei Corvey in der Grafschaft Diepholz und auch hier den Zehnten erhob. 1525 erhielt die Dorfschaft Barver vor dem Edlen Herren Friedrich von Diepholz die Erlaubnis, ein eigenes Gotteshaus zu bauen. Dieses ist heute nicht mehr vorhanden; an seine Stelle ist 1778 ein Neubau in Fachwerk errichtet worden, welcher heute noch besteht.
Der Ort wurde im 12./13. Jahrhundert Bervere, 1350 Beruere, 1549 Barwerden und um 1700 Barver benannt. Der Ort profitierte von seiner Lage an einem Geestrücken, der zwischen Barver und Wehrbleck das mittlere Wietingsmoor vom Neustädter Moor trennt und hier eine Moorpassage ermöglichte. Das östlich Barver liegende Moorgebiet gehörte bereits zur Grafschaft Hoya, so dass Barver auch die Grenze der Grafschaft Diepholz markierte.
Deutlich erkennbar ist die alte Straße östlich des Ortes. Eine Eisenbahn und die Bundesstraße queren das Feuchtgebiet bei Barver, der „Fährstelle am Wald“.

## Politik

### Gemeinderat
Der Gemeinderat hat elf Mitglieder; seit der Kommunalwahl vom 12. September 2021:
- Wählergemeinschaft Barver (WGB): 10 Sitze
- SPD: 1 Sitz

### Bürgermeister
Der ehrenamtliche Bürgermeister Hans-Hermann Borggrefe wurde im November 2016 gewählt und 2021 wiedergewählt.
Gemeindedirektor ist Samtgemeindebürgermeister Magnus Kiene.
Bisherige Amtsinhaber:
- 1929–1951: Detlef Osterbrink
- 1951–1954: Heinrich Holthus
- 1954–1957: Heinrich Freitag
- 1957–1972: Adolf Rohlfing
- 1972–1976: Friedrich Schumacher
- 1976–2001: Wilhelm Hollberg
- 2001–2016: Detlev Osterbrink

### Wappen
Das Wappen der Gemeinde Barver zeigt auf grünem Grund einen goldenen Eichenzweig mit drei Blättern und zwei Eicheln. Darunter einen goldenen Wellenbalken, der die Aue, Nebenfluss der Hunte, darstellt. Darunter einen goldenen Mühlenstein.

### Gemeindepartnerschaften
Eine Gemeindepartnerschaft mit der französischen Gemeinde Lezay besteht seit dem 26. August 1973. Gegenseitige Besuche finden bereits seit 1966 statt.

## Bauwerke
Die Kirche Barver wurde in den 1520er Jahren errichtet.

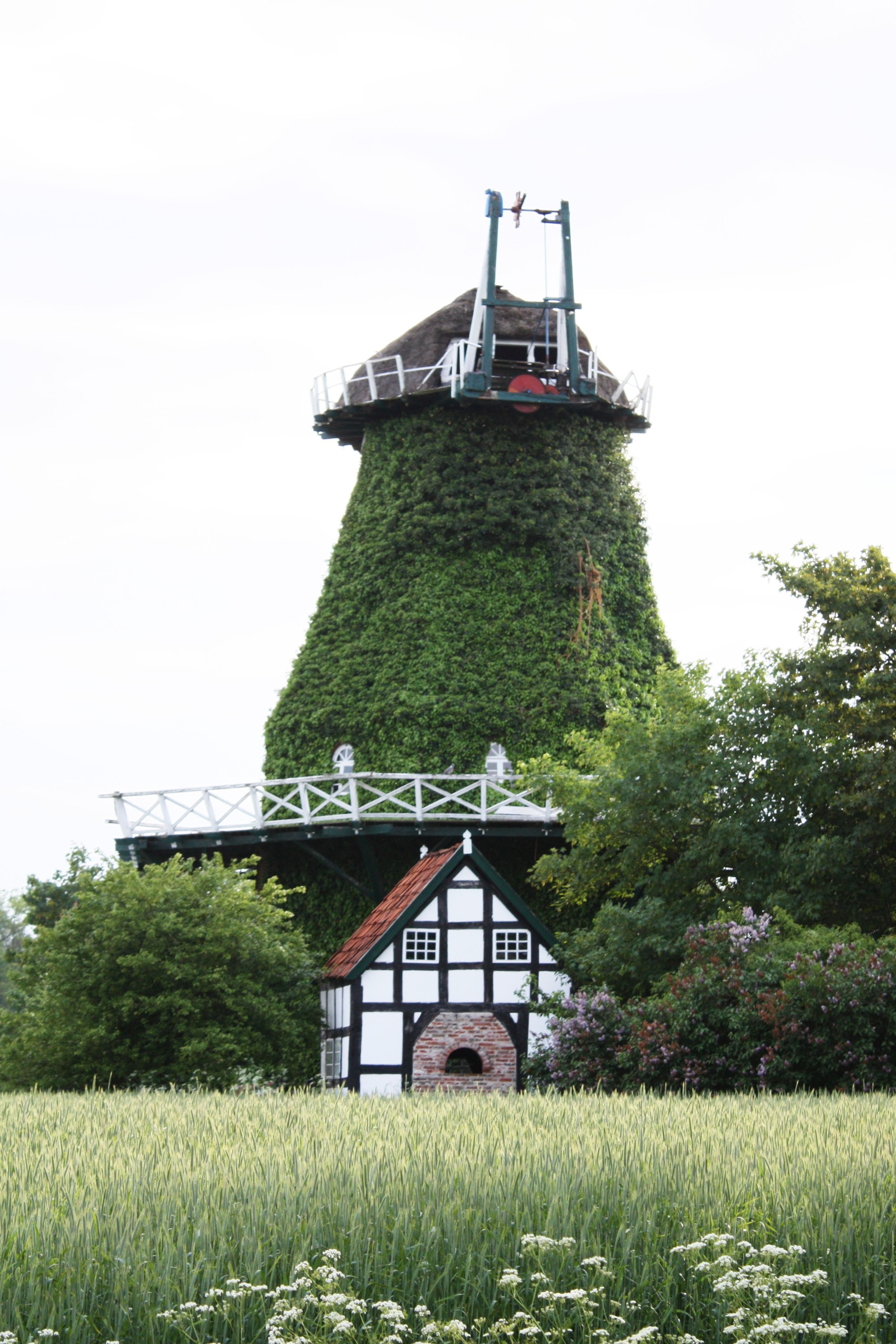
Barver Windmühle mit Backhaus

In der Liste der Baudenkmale in Barver sind 18 Baudenkmale aufgeführt, darunter:
- Die Barver Windmühle ist eine heute flügellose Holländerwindmühle von 1865 nahe der L 344, Barnstorfer Straße. Sie ist die Station 12 der Niedersächsischen Mühlenstraße in der Region zwischen Weser und Hunte.

## Wirtschaft und Infrastruktur

### Verkehr
Die Gemeinde liegt nördlich in unmittelbarer Nähe der Bundesstraße B 214, die von Diepholz nach Nienburg/Weser führt.
Der örtliche, an der Bahnstrecke Nienburg–Diepholz gelegene Bahnhof ist stillgelegt.

### Bildung
In Barver gab es eine Zweigstelle der Grundschule Rehden, die 2018 geschlossen und 2019 als Kita eröffnet wurde.

### Vereine, Sport
Barver verfügt über eine Sportanlage mit Mehrzweckhalle / Dorfgemeinschaftshaus und angeschlossener Schießanlage. Sie wird genutzt von:
- Sportverein Barver von 1926
- Schützenverein Barver von 1920
- Kameradschaft Barver
- Tennis-Verein Barver mit zwei Sandplätze.
- Sportfischereiverein
- Modellflugclub.

## Söhne und Töchter der Gemeinde
- Otto Strecker (1851–1927), Vereinsgeistlicher des ev. Vereins für Innere Mission
- Erwin Helms (1913–1996), Amerikanist